# 부니 베어: 롤라 구출 대모험
《부니 베어: 롤라 구출 대모험》(중국어: 熊出没之夺宝熊兵, 영어: Boonie Bears: To the Rescue)은 2014년 공개된 중국의 애니메이션 영화로, 애니메이션 《슝추모》(熊出没, Boonie Bears)의 극장판 작품이다.